# 소형 승용차

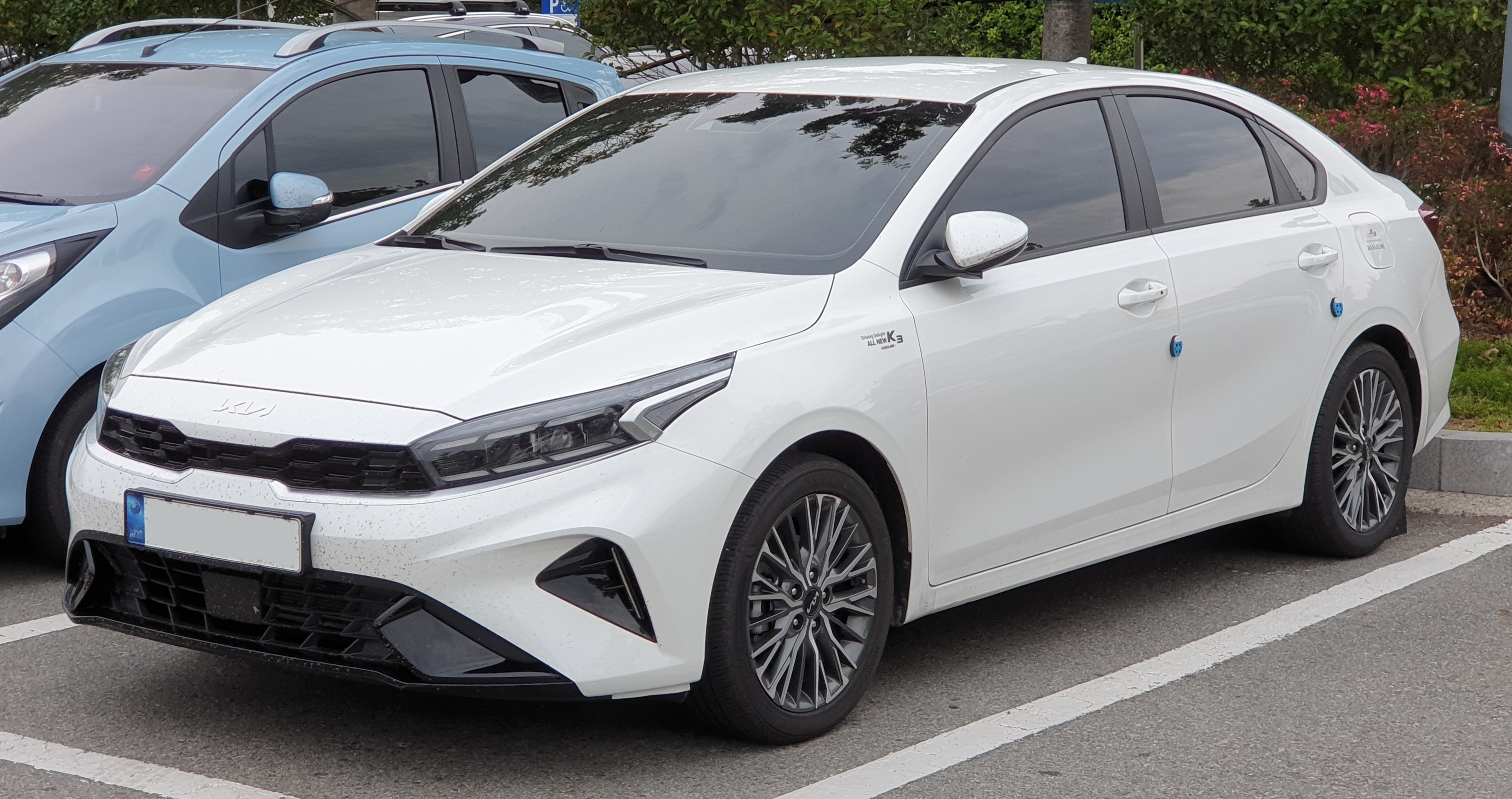
기아 K3(2008년~현재)

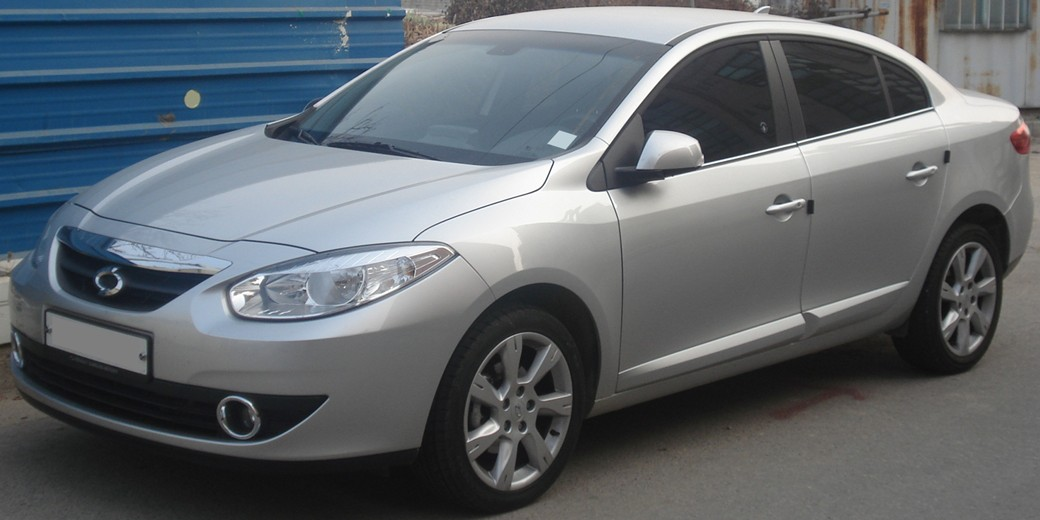
르노코리아 SM3(2002년~2020년)

소형 승용차(小型乘用車), 소형차, 콤팩트 카(compact car)는 슈퍼미니 자동차와 중간 크기의 자동차 사이의 차량 크기 등급이다. 1970년대와 1980년대에 미국 차량의 크기 축소가 있기 전까지는 휠베이스가 최대 110인치(2.79미터)인 더 큰 차량들이 미국 내에서 "콤팩트 카"로 간주되었다.
일본에서는 전반적인 크기와 대기 배출량 제한에 기반하여 경자동차와 일반차 사이의 크기로 분류된다.

## 같이 보기
- 미니밴
- 슈퍼미니 자동차